# Sault Sainte Marie (Canada)
Sault Sainte Marie è una città del Canada, nella provincia dell'Ontario, che si trova lungo le rive del fiume St. Marys nella regione dell'Algoma, al confine tra la provincia canadese dell'Ontario e lo stato statunitense del Michigan. Il suddetto fiume unisce il Lago Superiore al Lago Huron superando un dislivello di svariati metri. Il ponte denominato International Bridge la unisce alla città gemella di Sault Ste. Marie.

## Storia
La città fu fondata dai francesi nei primi anni del Settecento e subito divenne un punto strategico per il commercio delle pelli, molto ricercate in Europa.

## Geografia fisica

### Territorio
Il termine Sault (pronuncia Soo) che in francese significa cascata, sta ad indicare come il corso di questo fiume sia particolarmente turbolento e su diversi livelli.
Per favorire il passaggio delle barche prima e delle navi poi tra i due laghi, le cascate vennero ristrette, a partire dal 1798, e nelle vicinanze delle sponde del fiume, vennero costruite le chiuse. Da allora il canale è stato più volte allargato infatti ora, attraverso le chiuse della sponda statunitense, possono passare anche le navi più grandi, denominate "mille piedi" poiché mille piedi equivalgono circa a trecento metri.
Sault Sainte Marie è quindi in una posizione strategica poiché qualsiasi nave, sia essa di ritorno che in direzione delle città affacciate sul lago Superiore è costretta a passare nelle vicinanze della città.
È proprio per il frequente passaggio di navi, cariche di materie prime caricate negli importanti porti navali di Thunder Bay (Ontario) e Duluth (Minnesota), che qui si insediò un'importante industria siderurgica ancora esistente.
Dalla città si dipana anche la linea ferroviaria gestita dalla Huron Central Railway che la collega a Sudbury.

### Clima
Il clima della città è di tipo continentale. Le estati sono brevi ma calde mentre gli inverni sono molto lunghi e gelidi. Le temperature, possono raggiungere anche i −35 °C. Nel periodo invernale, il lago Superiore può ghiacciare in parte e lo strato di ghiaccio raggiunge anche i tre metri di profondità. Per questo motivo i collegamenti navali vengono spesso interrotti durante i mesi più freddi.
I cambiamenti climatici stanno però mitigando notevolmente gli inverni di queste zone, tanto che nell'inverno 2023/2024 il Lago Superiore risulta esser completamente libero dai ghiacci date le temperature costantemente miti da Dicembre a Febbraio.
Questi cambiamenti stanno cambiando notevolmente le abitudini delle popolazioni locali.

## Società

### Evoluzione demografica
A Sault Ste. Marie, vivono circa 75 000 persone molte delle quali si sono trasferite in questo luogo per la grande industria siderurgica presente in loco.
La comunità italiana è assai numerosa e sin dagli anni settanta esiste un programma sulla radio locale che trasmette in lingua italiana.

## Cultura

### Istruzione
A Sault Ste. Marie ha sede l'Algoma University.

## Economia

### Turismo
Il turismo a Sault Ste. Marie è incentrato particolarmente nella visita ai Locks (le chiuse) che si possono anche attraversare utilizzando una piccola imbarcazione ad uso turistico.
Un'altra attrazione di grande richiamo è l'Algoma Central Railway che offre viaggi giornalieri verso il nord inesplorato dell'Ontario. Una volta lasciato l'abitato della città, il treno curva dolcemente verso nord e, dopo aver attraversato boschi inesplorati, strapiombi e laghi, giunge all'Agawa Canyon da dove il treno fa marcia indietro. La stagione migliore per questo viaggio è sicuramente l'autunno quando gli aceri cominciano a cambiare colore.
Da vedere anche l'Art Gallery of Algoma e, soprattutto, il Bushplane Museum dove si possono ammirare svariati tipi di aerei per spegnere gli incendi (Canadair CL-215/CL-415 ma non solo) capire la loro evoluzione e cimentarsi in un volo virtuale tra spruzzi d'acqua, vento e un atterraggio di fortuna.
Come nel resto del Canada, i musei sono molto ben curati ed organizzati.

## Sport
Lo sport più seguito a Sault Ste. Marie è l'hockey su ghiaccio.
In città milita la squadra dei Soo Greyhounds che partecipa al campionato dell'Ontario Hockey League (OHL).
Si tratta di una lega giovanile e vi partecipano franchigie provenienti da tutto la provincia dell'Ontario e alcune dai vicini stati statunitensi, come ad esempio la squadra giovanile di Detroit.
I Soo Greyhouns hanno vinto svariati titoli e hanno visto militare tra le loro file, futuri campioni di questo sport, tra i più celebri dobbiamo ricordare Wayne Gretzky.
La casa dei Soo Greyhound è stata dal 1949 al 2006 il "Sault Memorial Garden" che verrà sostituito dal nuovissimo "Steelback Centre" per la prossima stagione. Il nuovo stadio ha una capacità di 5 500 posti a sedere contro i circa 3 000 dello stadio precedente.
Sault Ste. Marie ha partecipato dal 1904 al 1907 al campionato professionistico nordamericano di hockey su ghiaccio, in seguito si è limitata solamente ai campionati giovanili.